# Войнислав Казимир Савич-Заблоцький
Войнислав Казимир Савич-Заблоцький (псевдо: Гаўрила Полацький, Павло Завиша, граф Сулима з Белай Русі, грамадзянін з Белай Русі; нар. 3 березня 1850 — після 3 лютого 1893) — білоруський письменник, поет, публіцист і громадський діяч. Вважається одним з перших революціних демократів у Білорусі.
Писав на білоруській та польській мовах.

## Біографія
Народився 3 (15) березня 1850 року (за іншими даними 1849 р.) в маєтку Панчани Дісненського повіту Віленської губернії (нині Міорський район, Вітебська область).
Батько — шляхтич герба Лада Константин Станіслав Вікентьєвич; мати — Станіслава Іванівна з князівського роду Святаполк-Мирських (в архівних документах записана Мирська). Батько рано помер і маленький Войнислав виховувався у маєтку свого діда Вікентія Заблоцького — Миколаїво Городоцького повіту Вітебської губернії (нині Шумілінський район).
Вчився у Віленській гімназії. Пізніше в університетах Праги, Лейпцигу, Страсбургу.
Долучився до руху національного звільнення білоруського народу. У 1868—1870 був керівником культурно-просвітницького гуртка «Кривіцкі вязок» в Санкт-Петербурзі, метою якого була підготовка словника білоруської мови, збирання фольклору, видання книг. Через переслідування російської імперської влади, переїхав до Варшави, знаходився під наглядом імперської поліції.
Оскільки переслідування продовжується, з 1875 року емігрує до Австро-Угорщини. Живе деякий час у Львові, де знайомиться з М. Драгомановим, Б.Лимановським, А.Гілером.
Пізніше переїздить до Тарнува, де редагує польську газету «Зірка». Видає газети польською та французькою мовами.
У 1886—1887 роках вів листування білоруською мовою з українським вченим і національним діячем Михайлом Драгомановим, в якій викладає свої погляди на питання розвитку Білорусі, України, слов'янства. Листувався також з Іваном Франком.
Пише вірши та прозові твори під псевдонимами «Войнислав Казимир Константинович Сулима–Савич–Заблоцький», «граф Сулима з Білої Русі» та інш.
Мешкає в Німеччині, Франції, на Корсиці, в Єгипті. В Празі видає поему «Аповесць пра мае часи», в якій описує Білорусь перед повстанням 1863 року. В Парижі дарує поету Б.Залеському вірх «Беларуська пісня». В Познані видає повість «Арлаліті і Падканвойни, або Полацкая шляхта»
1887 року мешкає в Брюсселі, де пише прохання до російського уряду повернутись до Санкт-Петербургу.
Переїздить до Російської імперії, де знаходиться під надзором поліції. У 1888—1889 роках був помічником редактора іноземного відділу газети «Віленський вістник».
1889 року був змушений переїхати до маєтку тітки в Губно Лепельського повіту. Після цього Войнислав Савич-Заблоцкий якийсь час спілкувався та мешкав у белоруського вченого Якова Наркевича–Йодко в маєтку Над–Неман. Деякий час живе у Мінську.
1891 року В. Савич–Заблоцький переїздить до Петербургу. Мешкає за адресою: Невський проспект, б. 51, квартира 503. Спілкується з істориками К.Бестужевим–Рюміним, В.Більбасовим, П.Батюшковим, редактором журналу «Русская старина» М.Семевським. Оскільки імперська цензура забороняла друкувати його твори, живе в злиднях.
Точна дата смерті невідома. Помер після 3 лютого 1893 року.

## Творчість
Автор сатиричної поеми «Праўдападобная гісторыя», повісті «Каракозаў», драми «Коперник» та інших творів (1870—1873).
1873 року в журналі «Вестник Европи» були видані вірші «З чужбіни», «У роднай зямлі», «Да перапёлкі». Велика кількість етнографічно-фольклорних матеріалів є в поемі «Аповесць пра мае часы» (1876), повісті «Полоцька шляхта» (1885) та нарисі «Шчаслівейшая Марыся» (1892).
В бібліотеці Ягелонського університету в Кракові, Національній бібліотеці у Варшаві та ЦБ АН Литви зберігається творча спадщина Войнислава Савича-Заблоцького.
Бібліографія:
- Prawdopodobna historja: poemat ; Dwuwiersze i ucinki. — Warszawa,: J. Jaworski, 1871. — С. —. — 114 с.
- Mikołaja Kopernika życie obywatelskie w Polsce. — Wilno: Drukiem Józefa Zawadskiego, 1873. — 56 с.
- Powieść mych czasów przez Wojnisława Kazimierza hrabiego Sulimę z Białej Rusi: poemat. — 1876. — С. —. — 10 с.
- August Adler w Dreźnie Portret Wojnisława Kazimierza Sawicz-Zabłockiego: фотаздымак: 9,5×6 cm. — 15.IX.1879. — С. 2.
- Kobieta: odczyt. — Sambor: nakładem G. Kohna, 1880. — 25 с.
- Połocka szlachta: Powieść (пол.) // Warta: czasopismo dla krytyki politycznej, społecznej i literackiej. — 1885. Kwiecień-grudzień.
- W.K.S.S.Z. Opowiadania Pawła Zawiszy. Opowiadanie piersze «Orłoloty» i «Pod konwojem». — Poznań, 1886. — С. —.
- К инциденту Наркевича-Иодко с Заблоцким-Савичем. (рос.) // Минский листок: часопіс. — 11 октября 1891. — С. —.
- 3 чужбіны; У роднай зямлі; Да перапёлкі: (Вершы) (біл.) // Беларусь: часопіс. — 1946. — № 4.
- 3 чужбіны; У роднай зямлі; Да перапёлкі: (Вершы) (біл.) // Беларуская літаратура XIX ст. : Хрэстаматыя. — Мінск: 1971.
- Аўтабіяграфічны запіс…; Пісьмо і М. М. Стасюлевіча; Прашэнні 1887—1891 гг. Пісьмо Кулакоўскага. // укладальнік Кісялёў, Г. В.; рэдактары: Барысенка, В. В. , Мальдзіс, А. І. Пачынальнікі: з гісторыка-літаратурных матэрыялаў XIX ст. : дакументальны зборнік. — Мінск: Навука і тэхніка, 1977.
- 3 чужбіны; У роднай зямлі; Да перапёлкі: (Вершы) (біл.) // Беларуская літаратура XIX ст. 2 выд. : Хрэстаматыя. — Мінск: 1988.
- Беларуская пея. «(В Парыжу, лета 1882, марця дня 19-а. Вайніслаў Казімір Савіч-Заблоцькій, польскі шляхціц-пан, а ў Гудаў грахф, быўшы галава Крывіцькага Вязку)». (бел.) // Беларуская літаратура XVIII—XIX стагоддзяў : Зборнік тэкстаў. — Мінск: Беларускі дзяржаўны ўніверсітэт, філалагічны факультэт, Кафедра гісторыі беларускай літаратуры, 2000. — С. 220.
- Вершы: У Роднай Зямлі., Да Перапёлкі. Пісьмы да Міхайлы Драгаманава: № 1 (Парыж, 18 чэрвеня). № 2, № 3 (21 верасня 1886 года, Парыж), № 4 (Парыж, 19 лістапада). (бел.) // Уклад., прадм., і заўв. У. Казберука Заняпад і Адраджэнне. Беларуская літаратура XIX стагоддзя. — Мінск: Мастацкая літаратура , 2001. — С. 542—556. — ISBN 985-02-0525-3.
- Аўтабіяграфічны запіс…; Пісьмо і М. М. Стасюлевіча; Прашэнні 1887—1891 гг. Пісьмо Кулакоўскага. // укладальнік Кісялёў, Г. В.; рэдактары: Барысенка, В. В. , Мальдзіс, А. І. Пачынальнікі: з гісторыка-літаратурных матэрыялаў XIX ст. 2-е выд. : дакументальны зборнік. — Мінск: Беларуская навука, 2003. — ISBN 985-08-0570-6.
- Арлалёты і паканвойны, або Полацкая шляхта: (Жаніцьба Ягамосці пана Шатана Старшага). Аповесць. (біл.) // Полымя: літаратурна-мастацкі і грамадска-палітычны часопіс / уступны артыкул, пераклад з польскай і каментар Ж. Некрашэвіч-Кароткай. — Мінск: Выдавецкі дом «Звязда», 2004. — № 1(891). — С. 122—164. — ISSN 0130-8068.
- Арлалёты і паканвойны, або Полацкая шляхта: (Жаніцьба Ягамосці пана Шатана Старшага). Аповесць. (біл.) // Полымя: літаратурна-мастацкі і грамадска-палітычны часопіс / уступны артыкул, пераклад з польскай і каментар Ж. Некрашэвіч-Кароткай. — Мінск: Выдавецкі дом «Звязда», 2004. — № 3(893). — С. 68—111. — ISSN 0130-8068.
- Арлалёты і паканвойны, або Полацкая шляхта: (Жаніцьба Ягамосці пана Шатана Старшага). Аповесць. (біл.) // Полымя: літаратурна-мастацкі і грамадска-палітычны часопіс / уступны артыкул, пераклад з польскай і каментар Ж. Некрашэвіч-Кароткай. — Мінск: Выдавецкі дом «Звязда», 2004. — № 4(894). — С. 134—159. — ISSN 0130-8068.
- Арлалёты і паканвойны, або Полацкая шляхта: (Жаніцьба Ягамосці пана Шатана Старшага). Аповесць. (біл.) // Полымя: літаратурна-мастацкі і грамадска-палітычны часопіс / уступны артыкул, пераклад з польскай і каментар Ж. Некрашэвіч-Кароткай. — Мінск: Выдавецкі дом «Звязда», 2004. — № 6(896). — С. 155—180. — ISSN 0130-8068.
- З чужбіны. У роднай зямлі. (Вершы). (біл.) // Складальнік Мікола Хаўстовіч Беларуская літаратура. Хрэстаматыя. Частка другая (другая палова XIX стагоддзя): Дапаможнік для польскіх студэнтаў па спецыяльнасці «беларуская філалогія». — Мінск: Выдадзена коштам укладальніка, 2006. — С. 200.
- Мартысюк В., Пацюпа Ю. Новыя творы графа Сулімы з Белай Русі: Сон гудара маладога, Лісты да Івана Франка № 1—2. (біл.) // Полымя: літаратурна-мастацкі і грамадска-палітычны часопіс. — Мінск: Выдавецкі дом «Звязда», 2015. — № 1(1021). — С. 180—188. — ISSN 0130-8068.
- Літаратура другой паловы XIX стагоддзя / укладанне Кісялёвай Л. Г., Сенкевіч Н. М.. — Мінск: Мастацкая літаратура, 2013. — Т. 1. — 846 с. — (Залатая калекцыя беларускай літаратуры). — 1 500 экз. — ISBN 978-985-02-1466-9.
- Полацкая шляхта: аповесць / пераклад з польскай мовы, каментары, тлумачэнні Ж. Некрашэвіч-Кароткай, В. Макрак. — Мінск: Попурри, друк, 2016. — 317 с. — 2 000 экз. — ISBN 978-985-15-2987-8.

### Рукописи
- Wiersze drobne (ok. 1855-ok. 1895). [Архівовано 1 серпня 2021 у Wayback Machine.] біл. Дробныя вершы.
- Wiersze i drobne utwory prozą przesyłane Józefowi Ignacemu Kraszewskiemu w latach 1863—1886. [Архівовано 1 серпня 2021 у Wayback Machine.] біл. Вершы і дробныя творы пасланыя Язэпу Ігнацыю Крашэўскаму ў 1863—1886 гг.
- Adresy zbiorowe, listy i wiersze nadesłane Józefowi Bohdanowi Zaleskiemu na jubileusz 80. rocznicy urodzin i imienin w 1882 r. T.5, Życzenia nadesłane z Paryża i całej Francji. [Архівовано 1 серпня 2021 у Wayback Machine.] біл. Лісты і вершы прысланыя Язэпу Багдану Залесскаму на 80-ты юбілей нараджэння.
- Fragment korespondencji rodziny Żulińskich z lat 1863—1891. T. 4, Reitzenheim — Żuliński. [Архівовано 1 серпня 2021 у Wayback Machine.] біл. Фрагмент ліставання сям'і Жулінскіх з 1863 па 1891 год.